# Onafhankelijk Alliantie Tweeduizend Nieuw Beleid
Onafhankelijk Alliantie Tweeduizend Nieuw Beleid (O.A.T.N.B.) was een Vlaamse scheurlijst van de SP die deelnam aan de Kamerverkiezingen van 1991 in de provincie West-Vlaanderen.
Initiatiefnemer was Alfons Laridon, die naar aanleiding van een meningsverschil aangaande de toekomst van het gemeenschapsonderwijs de SP verliet in 1990 en vanaf dan als onafhankelijke zetelde.
Deze lijst behaalde 1,54 % in het kiesarrondissement Oostende-Veurne-Diksmuide.